# Aurora Pons i López-Lamela
Aurora Pons i López-Lamela (Barcelona, 10 de juliol de 1936 - Madrid, 4 de gener de 2016) fou una destacada ballarina catalana. Va estudiar a l'Institut del Teatre, amb Joan Magriñà, on va rebre el premi Antònia Mercè. Als catorze anys va ingressar al cos de ball del Teatre del Liceu, on ràpidament en va esdevenir primera ballarina. L'any 1955 va ser guardonada amb el premi nacional a la millor ballarina clàssica atorgat pel Ministeri d'Informació i Turisme i, poc després, el 1962, va guanyar la medalla d'or del Círculo de Bellas Artes de Madrid, la medalla de plata de la Diputació de Barcelona i la medalla d'or del Gran Teatre del Liceu. Als anys noranta guanyà la medalla de plata al Mérito de las Bellas Artes i el premi de dansa de "Cultura Viva".
Després de treballar anys al Teatre del Liceu es va incorporar a la companyia d'Antonio Ruiz "el bailarín". Posteriorment va col·laborar amb diversos artistes alternant-ho amb la docència de la dansa bolera a l'escola de l'Amor de Dios de Madrid. Un altre dels seus projectes va ser participar en el Ballet Antología que després es digué Ballet Festivales de España i que va ser el predecessor del Ballet Nacional creat al 1978. Aquest mateix any va superar les proves per entrar a treballar com a docent d'Art dramàtic i dansa.
L'any 1992 va rebre la medalla al Mérito de las Bellas Artes i el 1993 Pons es va encarregar de la direcció tripartita del Ballet Nacional amb Nana Lorca i Victoria Eugenia. Va acabar la seva carrera treballant com a professora al Conservatori Professional de Dansa Clàssica.

## Fons
El fons de la ballarina es conserva al Museu de les Arts Escèniques de Barcelona. Està format per dotze vestits –entre altres elements d'indumentària, com diversos parells de sabates de ball o ballarines, una faldilla o un barret negre–, gran nombre de fotografies de petit i gran format, un llibre de la primera comunió, dos ventalls, una caixa de maquillatge, diversos àlbums o fulles soltes d'àlbums, un petit cartell emmarcat, un retrat a l'oli de gran format, quatre diplomes, quatre escultures que li foren atorgades com a premi o reconeixement, la placa del Premio de Teatro Avilés, quatre medalles (la medalla al Mérito de las Bellas Artes, la medalla al mèrit de l'Institut del Teatre, la medalla d'homenatge del Gran Teatre del Liceu i la medalla del Cercle de Belles Arts), així com gran nombre de programes de mà (inclosos diversos volums recull de temporades senceres del Gran Teatre del Liceu), documentació personal i laboral.